# Marché commun européen
 (décembre 2020).
Le marché commun européen, ou plus simplement le « marché commun », est l’ancien nom du marché intérieur de l’Union européenne.

## Historique
Le marché commun européen est né dans les années 1950, mais a été précédé de tentatives du même ordre, dès les années 1920, sous la forme d'un appel aux Européens en faveur d'une Union douanière européenne, lancé le 12 mars 1925 par le journaliste Edgar Stern-Rubarth et neuf autres personnalités internationales, parmi lesquelles l'économiste hongrois Elemér Hantos ou l'économiste français Charles Gide, titulaire depuis 1921 de la chaire de coopération au Collège de France.

## Évolution
Le marché commun est né avec le traité de Rome de 1957. Il constituait la base de la Communauté économique européenne. Il reposait alors sur l'union douanière permettant la libre circulation des produits dans la CEE. Cependant, le traité CEE ne définit pas la notion de marché commun. Seuls les articles 2 et 3 permettent d'en déterminer le contenu.
La mission de la Communauté est alors de « promouvoir un développement harmonieux des activités économiques dans la Communauté ». L'établissement d'un marché commun et le rapprochement des politiques économiques sont alors perçues comme des objectifs qui une fois réalisés permettront à la Communauté d'accomplir sa mission. Afin d'atteindre l'objectif du marché commun, ces articles énoncent plusieurs moyens. L'Union douanière fut achevée le 1er juillet 1968.
En 1993, le marché intérieur est réalisé autour des « quatre libertés » : libre circulation des biens, des personnes, des services et des capitaux.